# Carlos Alberto de Oliveira Andrade
Carlos Alberto de Oliveira Andrade (João Pessoa, 25 de novembro de 1943 — São Paulo, 14 de agosto de 2021) foi um médico e empresário brasileiro.

## Biografia
Nascido em uma família de 17 irmãos, Carlos Alberto era formado em Medicina pela Universidade Federal de Pernambuco e trabalhava como cirurgião antes de entrar no mundo dos negócios automobilísticos.
As atividades no setor automotivo começaram em 1979, quando Carlos Alberto adquiriu um Ford Landau na concessionária Ford de Campina Grande. Mas a revendedora faliu, e ele propôs assumir o comércio em troca do pagamento do veículo.
 Foi aí que Carlos Alberto fundou o Grupo Caoa, que leva as iniciais de seu nome completo.
Recebeu o prêmio de executivo do ano 2019 da revista AutoEsporte.

## Morte
Morreu em 14 de agosto de 2021, aos 77 anos, na casa onde vivia com a família, em São Paulo. Segundo o Grupo Caoa, ele estava com a saúde debilitada.